# 105. Infanterie-Division (Deutsches Kaiserreich)
Die 105. Infanterie-Division war ein Großverband der Preußischen Armee im Ersten Weltkrieg.

## Geschichte
Die Division wurde am 9. Mai 1915 bei Thorn zusammengestellt und dann an der Ostfront eingesetzt. Ende Oktober 1917 aus der Front herausgezogen und in den Westen verlegt, kämpfte sie hier bis Kriegsende. Anschließend marschierte sie in die Heimat zurück, wurde demobilisiert und schließlich im Januar 1919 aufgelöst.

### Gefechtskalender

#### 1915
- 24. Mai bis 15. Juni – Erster Aufmarsch an der serbischen Grenze bei der k.u.k. Armeegruppe Terzstyansky
- 23. bis 27. Juni – Übergang über den Dnjestr
- 27. bis 29. Juni – Schlacht an der Gnila Lipa
- 30. Juni bis 4. Juli – Verfolgung zwischen Gnila Lipa und Zlota Lipa
- 05. bis 16. Juli – Verfolgungskämpfe an der galizisch-polnischen Grenze
- 16. bis 18. Juli – Durchbruchsschlacht von Krasnostow
- 19. bis 28. Juli – Kämpfe im Anschluss an die Durchbruchsschlacht von Krasnostow
- 29. bis 30. Juli – Durchbruchsschlacht von Biskupice
- 31. Juli bis 19. August – Verfolgungskämpfe von Wieprz bis zum Bug
- 19. bis 20. September – Verfolgungskämpfe zwischen Bug und Jasiolda
- 21. September bis 6. Oktober – Zweiter Aufmarsch an der serbischen Nordgrenze
- 06. Oktober bis 28. November – Feldzug in Serbien
- ab 28. November – Stellungskrieg an der mazedonischen Front

#### 1916
- bis 12. Juni – Stellungskrieg an der mazedonischen Front
- 12. Juni bis 7. Juli – Stellungskämpfe an der Strypa zwischen Wosuszka und Sereth
- 07. Juli bis 6. August – Kämpfe südöstlich Tlumacz
- 07. August – Schlacht bei Tlumacz
- 08. bis 13. August – Kämpfe östlich und nördlich Stanislau
- 13. August bis 1. September – Stellungskampf an der Bystrzyca
- 02. bis 8. September – Erste Schlacht an der Narajowka und Zlota Lipa
- 09. bis 10. September – Stellungskämpfe an der Narajowka zwischen Narajowka und Zlota Lipa und an der Ceniowka
- 11. bis 15. September – Reserve der OHL
- 16. September bis 24. Oktober – Stellungskämpfe vor Riga
- ab 25. Oktober – Stellungskämpfe vor Jacobstadt

#### 1917
- bis 22. September – Stellungskämpfe vor Jacobstadt
- 23. September bis 28. Oktober – Stellungskämpfe von Kreuzburg-Kokenhusen
- 28. Oktober bis 4. November – Transport nach dem Westen
- ab 5. November – Stellungskämpfe bei Reims

#### 1918
- bis 31. März – Stellungskämpfe bei Reims
- 01. bis 7. April – Große Schlacht in Frankreich
- 07. April bis 25. Mai – Kämpfe an der Avre und bei Montdidier und Noyon
- 27. Mai bis 13. Juni – Schlacht bei Soissons und Reims
- 14. Juni bis 4. Juli – Stellungskämpfe zwischen Oise, Aisne und Marne
- 05. bis 15. Juli – Stellungskämpfe westlich Soissons
- 15. Juli bis 7. August – Kämpfe an der Avre und Matz
- 08. August bis 3. September – Abwehrschlacht zwischen Somme und Oise
- 04. bis 18. September – Kämpfe vor der Siegfriedfront
- 19. September bis 9. Oktober – Kämpfe in der Siegfriedfront
- 10. Oktober bis 4. November – Kämpfe vor und in der Hermannstellung
- 05. bis 11. November – Rückzugskämpfe vor der Antwerpen-Maas-Stellung
- ab 12. November – Räumung des besetzten Gebietes und Marsch in die Heimat

## Gliederung

### Kriegsgliederung vom 15. Mai 1915
- 209. Infanterie-Brigade
  - Infanterie-Regiment „von Borcke“ (4. Pommersches) Nr. 21
  - Füsilier-Regiment „Kaiser Franz Josef von Österreich, König von Ungarn“ (4. Württembergisches) Nr. 122
  - Infanterie-Regiment „Generalfeldmarschall von Mackensen“ (3. Westpreußisches) Nr. 129
  - 3. Eskadron/Husaren-Regiment „Fürst Blücher von Wahlstatt“ (Pommersches) Nr. 5
  - 5. Eskadron/Jäger-Regiment zu Pferde Nr. 4
  - Feldartillerie-Regiment Nr. 209
  - Pionier-Kompanie Nr. 209

### Kriegsgliederung vom 16. Juni 1918
- 209. Infanterie-Brigade
  - Infanterie-Regiment „von Borcke“ (4. Pommersches) Nr. 21
  - Grenadier-Regiment „König Karl“ (5. Württembergisches) Nr. 123
  - Infanterie-Regiment Nr. 400
  - 5. Eskadron/Jäger-Regiment zu Pferde Nr. 4
- Artillerie-Kommandeur Nr. 105
  - Feldartillerie-Regiment Nr. 259
  - 1. Bataillon/1. Westpreußisches Fußartillerie-Regiment Nr. 11
- Pionier-Bataillon Nr. 105
- Divisions-Nachrichten-Kommandeur Nr. 105

## Kommandeure
| Dienstgrad      | Name                          | Datum                                   |
| --------------- | ----------------------------- | --------------------------------------- |
| Generalleutnant | Georg Karl August Hildebrandt | 09. bis 30. Mai 1915                    |
| Generalmajor    | Adolf von der Esch            | 01. Juni bis 18. November 1915          |
| Generalleutnant | Richard von Kraewel           | 19. November 1915 bis 5. September 1916 |
| Generalmajor    | Karl von Behr                 | 06. September 1916 bis 9. Juli 1917     |
| Generalmajor    | Georg Schaer                  | 10. Juli 1917 bis 20. November 1918     |
| Generalmajor    | Rudolf von Borries            | ab 4. Januar 1919                       |

## Bekannte Divisionsangehörige
- Hans Vogel (1881–1945), Exil-Vorsitzender der SPD bis 1945